# Dolichopus decorus
Dolichopus decorus är en tvåvingeart som beskrevs av Van Duzee 1921. Dolichopus decorus ingår i släktet Dolichopus och familjen styltflugor. Inga underarter finns listade i Catalogue of Life.